# Alysia salebrosa
Alysia salebrosa är en stekelart som beskrevs av Robert A.Wharton 1986. Alysia salebrosa ingår i släktet Alysia och familjen bracksteklar. Inga underarter finns listade i Catalogue of Life.